# Neoshirakia japonica
Neoshirakia japonica es una especie de planta perteneciente a la familia Euphorbiaceae. Neoshirakia es un género monotípico con una única especie, se encuentra en Japón y el este de Asia.

## Descripción
Es un árbol que alcanza un tamaño de 8 m de altura, glabro, con ramas delgadas, suaves, gris-marrón. Estípulas membranosas, linear-lanceoladas, de 1 cm, pecíolos 1.5-3 cm, aplanados en forma bilateral con alas atenuadas, sin glándulas; limbo ovado, ovado-rectangular o elíptica, de 7-16 x 4-8 cm, como de papel, base obtusa, truncada, o, a veces superficialmente cordada, generalmente oblicua, margen entero. Las inflorescencias terminales, 4.5-11 cm, flores femeninas en la base, los masculinas en la parte superior, o a veces a lo largo de las masculinas. Las flores masculinas: pedicelos 1-2 mm; brácteas ovadas a ovado-lanceoladas, 2-2.5 × 1-1.2 mm, márgenes irregularmente serrulate, glándulas ovoides brácteas basales, 3 - o 4-flores; cáliz en forma de copa, 3-lobado, lóbulos irregularmente serrulados; estambres (2 o) 3, por lo general superior al cáliz. Las flores femeninas: brácteas 3-partidas casi hasta la base, lóbulos lanceolados, de 2-3 mm, por lo general las centrales más grandes. Cápsulas triangular-globosas, de 10-15 mm de diámetro;. Semillas de 6-9 mm de diámetros. Fl. may-jun, fr. julio-septiembre.

## Distribución y hábitat
Se encuentra en los bosques húmedos, a una altitud de 1-400 metros en Anhui, Fujian, Guangdong, Guangxi, Guizhou, Hunan, Hubei, Jiangsu, Jiangxi, Shandong, Sichuan, Zhejiang en China, Japón y Corea.

## Usos
Se planta como árbol de jardín o de parque. Su madera se utilizan para crear instrumentos, trabajos manuales, y leña como. 
Las semillas oleaginosas, se han utilizado, una vez exprimidas, para obtener aceites comestibles, y para preparar pinturas, entre otros usos.

## Taxonomía
El género fue descrito por (Siebold & Zucc.) Esser y publicado en Blumea 43: 129. 1998.
Sinonimia
- Croton sirakii Siebold & Zucc.
- Excoecaria japonica (Siebold & Zucc.) Müll.Arg.
- Neoshirakia atrobadiomaculata (F.P.Metcalf) Esser & P.T.Li
- Sapium atrobadiomaculatum F.P.Metcalf
- Sapium japonicum (Siebold & Zucc.) Pax & K.Hoffm.
- Shirakia japonica (Siebold & Zucc.) Hurus.
- Stillingia japonica Siebold & Zucc.
- Triadica japonica (Siebold & Zucc.) Baill.[3][4]